# Katy Marchant
Katy Marchant, född den 30 januari 1993 i Leeds, är en brittisk tävlingscyklist.
Hon tog OS-brons i sprint i samband med de olympiska tävlingarna i cykelsport 2016 i Rio de Janeiro. Vid OS 2024 tog hon guld i lagsprinten tillsammans med Sophie Capewell och Emma Finucane.